# Rosi Mittermaier
Rosemarie Mittermaier detta Rosi (; Monaco di Baviera, 5 agosto 1950 – Garmisch-Partenkirchen, 4 gennaio 2023) è stata una sciatrice alpina tedesca che gareggiò per la nazionale tedesca occidentale, campionessa olimpica e iridata nella discesa libera e nello slalom speciale a Innsbruck 1976, campionessa iridata nella combinata a Innsbruck 1976 e vincitrice della Coppa del Mondo generale e della Coppa del Mondo di slalom speciale nel 1976.

## Biografia
Originaria di Reit im Winkl, dove i genitori possedevano un albergo, ebbe due sorelle anche loro sciatrici, Heidi ed Evi; sposò lo sciatore Christian Neureuther e divenne madre di Felix, anche lui sciatore alpino di alto livello.

### Carriera sciistica

#### Stagioni 1967-1974
Sciatrice polivalente, ottenne il suo primo risultato di rilievo in Coppa del Mondo durante la stagione 1966-1967, prima edizione della manifestazione, giungendo 6ª il 1º febbraio nello slalom speciale disputato a Monte Bondone. L'anno dopo esordì ai Giochi olimpici invernali: a Grenoble 1968 fu 25ª nella discesa libera, 20ª nello slalom gigante e non completò lo slalom speciale. In Coppa del Mondo conquistò il primo podio il 17 marzo dello stesso anno ad Aspen, piazzandosi 3ª in slalom gigante alle spalle della canadese Nancy Greene e della francese Marielle Goitschel, e il primo successo nella successiva stagione 1968-1969, il 16 gennaio 1969 sulle nevi di Schruns in slalom speciale.

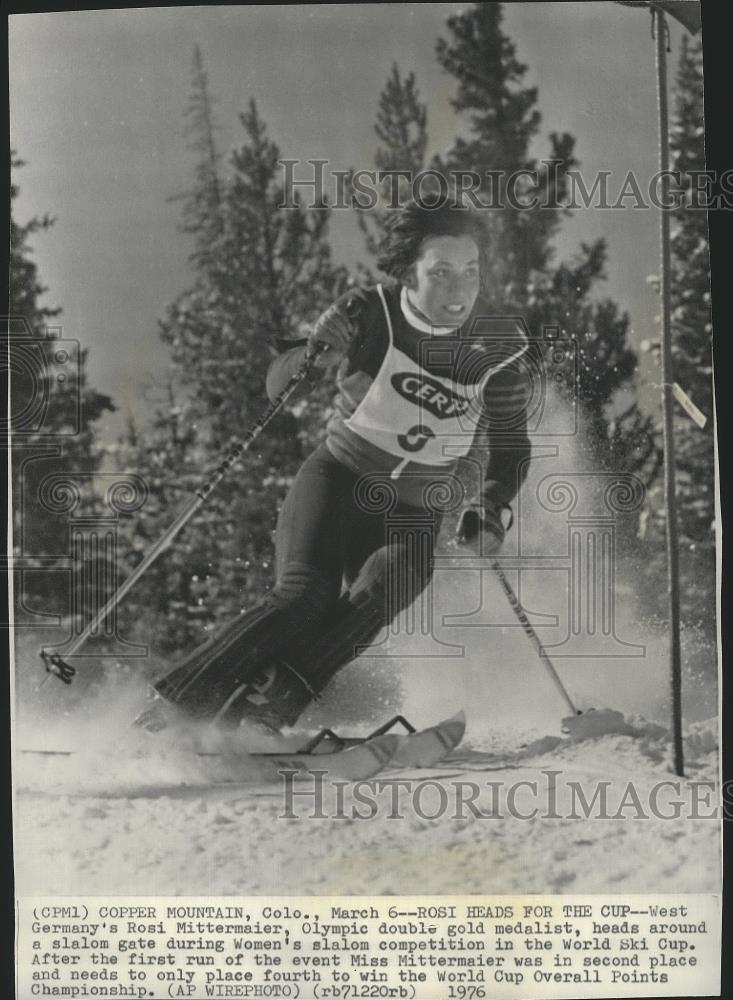
Rosi Mittermaier in gara nello slalom speciale di Copper Mountain del 6 marzo 1976, sua ultima vittoria in Coppa del Mondo

Ai Mondiali di Val Gardena 1970 si classificò 7ª nello slalom gigante e 5ª nella combinata, mentre agli XI Giochi olimpici invernali di Sapporo 1972 fu 6ª nella discesa libera, 12ª nello slalom gigante e 17ª nello slalom speciale. In Coppa del Mondo si classificò al 2º posto nella classifica di slalom speciale sia nella stagione 1972-1973 a 30 punti dalla vincitrice, la francese Patricia Emonet, sia nella stagione 1973-1974, battuta dalla compagna di squadra Christa Zechmeister di 16 punti; ai Mondiali di Sankt Mortiz 1974 si piazzò 6ª nello slalom speciale.

#### Stagioni 1975-1976
Nella stagione 1974-1975 in Coppa del Mondo fu 3ª nella classifica generale, con otto podi (una vittoria). L'anno dopo ai XII Giochi olimpici invernali di Innsbruck 1976, sua ultima presenza ai Giochi, raggiunse l'apice della carriera, riuscendo ad aggiudicarsi una medaglia in ciascuna delle gare in programma: l'oro nella discesa libera e nello slalom speciale e l'argento nello slalom gigante. In quella gara fu superata per 12 centesimi di secondo dalla diciannovenne canadese Kathy Kreiner, vincitrice a sorpresa: la Mittermair non riuscì in tal modo ad aggiudicarsi tutte le gare del programma dello sci alpino ai Giochi olimpici, impresa riuscita soltanto all'austriaco Toni Sailer a Cortina d'Ampezzo 1956 e al francese Jean-Claude Killy a Grenoble 1968, tuttavia vinse la medaglia d'oro anche nella combinata, disputata in sede olimpica ma valida solo ai fini dei Mondiali 1976.

Sempre nella stagione 1975-1976 la sciatrice bavarese vinse sia la Coppa del Mondo generale sia quella di slalom speciale, battendo in entrambe le classifiche la svizzera Lise-Marie Morerod (rispettivamente di 67 e di 20 punti). Si piazzò anche 3ª nella Coppa del Mondo di slalom gigante e conquistò quattro vittorie (l'ultima il 6 marzo a Copper Mountain in slalom speciale) e tredici podi complessivi tra i quali l'ultimo, il 3º posto nella discesa libera disputata il 12 marzo ad Aspen, che fu anche il suo ultimo piazzamento in carriera.

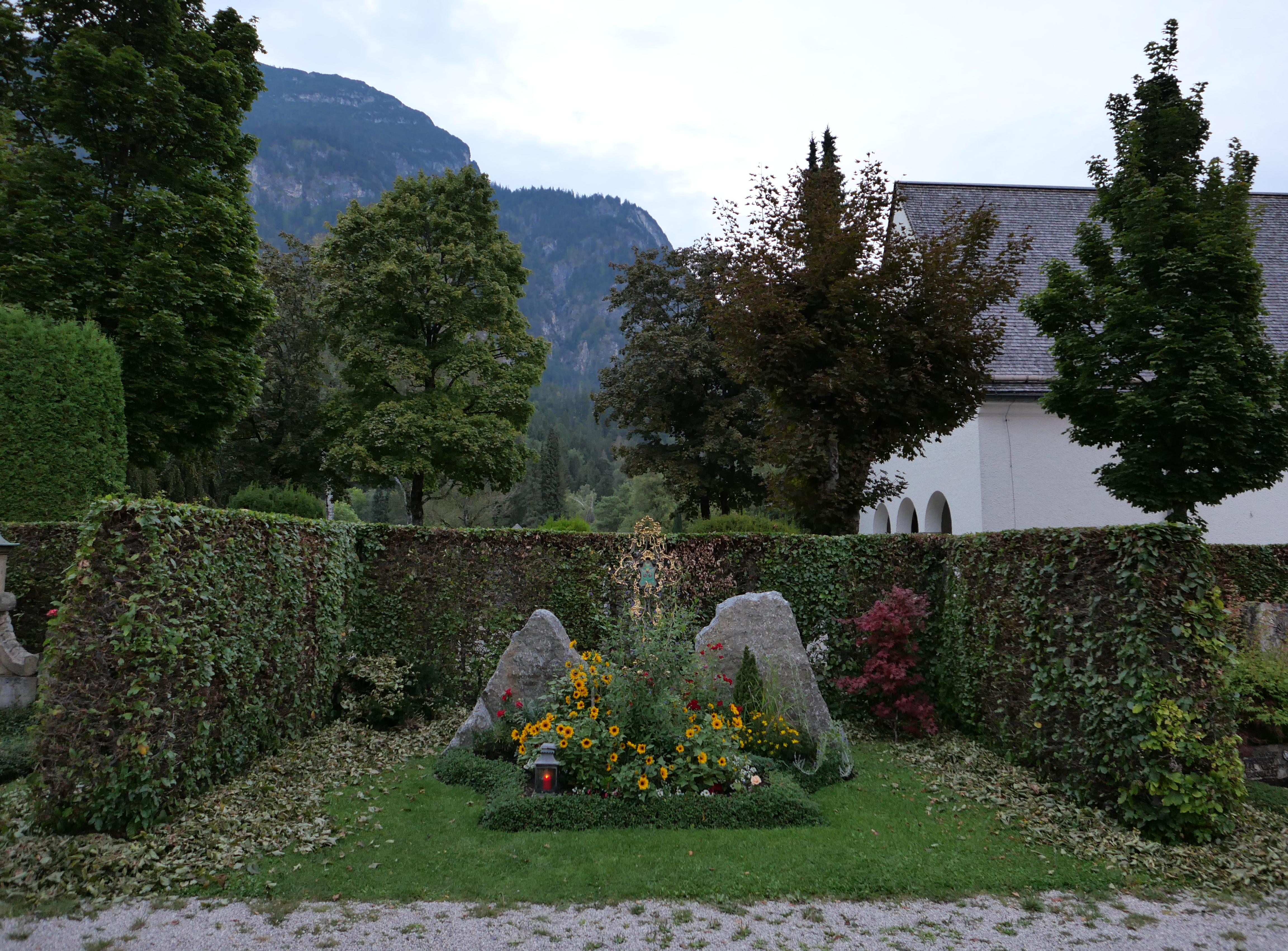
La tomba nel 2024.

### Altre attività
Dopo il ritiro si dedicò a varie attività promozionali e benefiche, lavorando anche saltuariamente come commentatrice sportiva per una televisione tedesca. Nel 2008 pubblicò un disco, Weihnachten, assieme alla sorella Evi e al marito Christian Neureuther. 
Morì nel gennaio del 2023 in seguito a una grave malattia. I suoi resti mortali furono cremati e l'urna fu sepolta nel cimitero di Garmisch. Accanto alla sua lapide, una roccia che porta l'iscrizione "Rosi Mittermaier-Neureuther" e assomiglia a una montagna, ce n'è una simile senza iscrizione, che è ovviamente riservata al marito.

## Palmarès

### Olimpiadi
- 3 medaglie, tutte valide anche ai fini dei Mondiali:
  - 2 ori (discesa libera, slalom speciale a Innsbruck 1976)
  - 1 argento (slalom gigante a Innsbruck 1976)

### Mondiali
- 1 medaglia, oltre a quelle conquistate in sede olimpica:
  - 1 oro (combinata a Innsbruck 1976)

### Coppa del Mondo
- Vincitrice della Coppa del Mondo nel 1976
- Vincitrice della Coppa del Mondo di slalom speciale nel 1976
- 41 podi:
  - 10 vittorie
  - 17 secondi posti
  - 14 terzi posti

#### Coppa del Mondo - vittorie
| Data             | Località          | Paese          | Specialità |
| ---------------- | ----------------- | -------------- | ---------- |
| 16 gennaio 1969  | Schruns           | Austria        | SL         |
| 14 marzo 1970    | Voss              | Norvegia       | SL         |
| 2 febbraio 1973  | Schruns           | Austria        | SL         |
| 27 febbraio 1974 | Abetone           | Italia         | SL         |
| 8 marzo 1974     | Vysoké Tatry      | Cecoslovacchia | SL         |
| 13 dicembre 1974 | Cortina d'Ampezzo | Italia         | SL         |
| 17 dicembre 1975 | Cortina d'Ampezzo | Italia         | KB         |
| 22 gennaio 1976  | Bad Gastein       | Svizzera       | SL         |
| 5 marzo 1976     | Copper Mountain   | Stati Uniti    | GS         |
| 6 marzo 1976     | Copper Mountain   | Stati Uniti    | SL         |

Legenda:

GS = slalom gigante

SL = slalom speciale

KB = combinata

### Campionati tedeschi
- 15 ori (combinata nel 1966; slalom speciale, combinata nel 1967; combinata nel 1968; slalom gigante, slalom speciale, combinata nel 1969; slalom gigante, slalom speciale, combinata nel 1970; slalom gigante, combinata nel 1971; slalom speciale nel 1972; slalom gigante, slalom speciale nel 1973)[4]

## Onorificenze

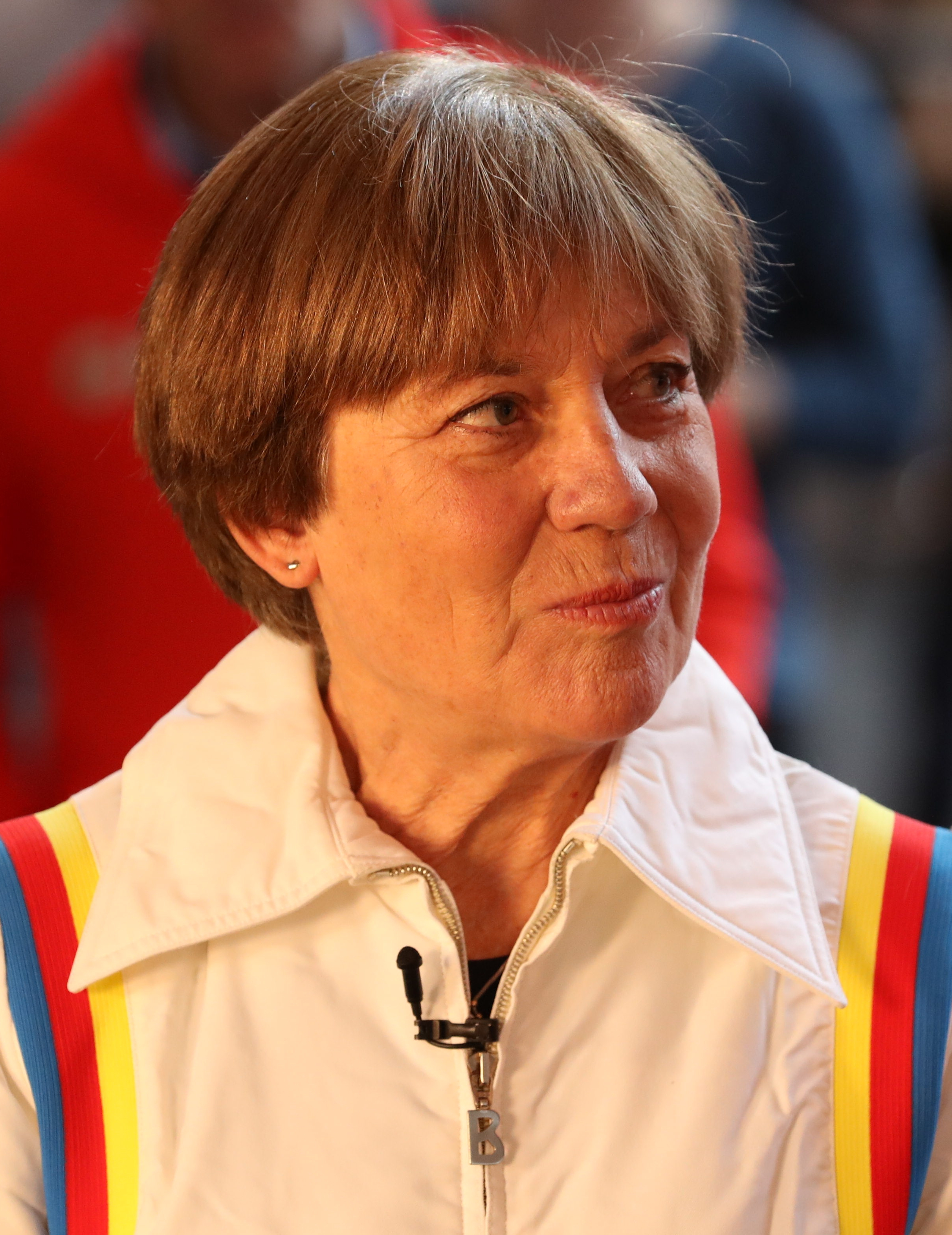
Rosi Mittermaier nel 2018

## Statistiche

### Podi in Coppa del Mondo
| Stagione/Specialità | Discesa libera | Discesa libera | Discesa libera | Slalom gigante | Slalom gigante | Slalom gigante | Slalom speciale | Slalom speciale | Slalom speciale | Combinata | Combinata | Combinata | Podi totali |
| ------------------- | -------------- | -------------- | -------------- | -------------- | -------------- | -------------- | --------------- | --------------- | --------------- | --------- | --------- | --------- | ----------- |
| Stagione/Specialità | 1º             | 2º             | 3º             | 1º             | 2º             | 3º             | 1º              | 2º              | 3º              | 1º        | 2º        | 3º        | Podi totali |
| 1967                |                |                |                |                |                |                |                 |                 |                 |           |           |           | 0           |
| 1968                |                |                |                |                |                | 1              |                 |                 |                 |           |           |           | 1           |
| 1969                |                | 1              |                |                | 1              |                | 1               | 1               |                 |           |           |           | 4           |
| 1970                |                |                |                |                |                |                | 1               |                 |                 |           |           |           | 1           |
| 1971                |                |                |                |                |                | 1              |                 |                 | 1               |           |           |           | 2           |
| 1972                |                |                |                |                | 1              |                |                 | 2               | 1               |           |           |           | 4           |
| 1973                |                |                |                |                |                |                | 1               | 2               | 1               |           |           |           | 4           |
| 1974                |                |                |                |                |                | 1              | 2               |                 | 1               |           |           |           | 4           |
| 1975                |                | 1              | 1              |                |                | 2              | 1               |                 | 1               |           | 1         | 1         | 8           |
| 1976                |                |                | 1              | 1              | 3              |                | 2               | 3               | 1               | 1         | 1         |           | 13          |
| Totale              | 0              | 2              | 2              | 1              | 5              | 5              | 8               | 8               | 6               | 1         | 2         | 1         | 41          |
| Totale              | 4              | 4              | 4              | 11             | 11             | 11             | 22              | 22              | 22              | 4         | 4         | 4         | 41          |

## Riconoscimenti
La Mittermaier è stata nominata "Atleta dell'anno" della Germania Ovest nel 1976. Nel 2006 divenne la prima atleta per gli sport invernali ad essere inserita nell'Hall of Fame degli sport tedeschi.